# Le avventure e gli amori di Miguel Cervantes
Le avventure e gli amori di Miguel Cervantes (Cervantes) è un film del 1967 diretto da Vincent Sherman.
Coproduzione spagnola, francese e italiana, che narra, in forma romanzata, la giovinezza di Miguel de Cervantes.

## Trama
Nel XVI secolo, assistiamo alle gesta e agli amori del giovane e focoso Miguel de Cervantes, futuro autore del Don Chisciotte. Dalle dispute con il cardinale Giulio Acquaviva e l'Ottomano Hassan Bey, alla sua alleanza con il Papa Pio IV, alla sua contrastata storia d'amore con la bella cortigiana romana Giulia Toffoli, al suo combattimento accanto a Filippo II di Spagna contro i Mori, e il suo coraggio nella battaglia navale di Lepanto dove perse l'uso del braccio sinistro, fino alla sua cattura da parte dei pirati insieme a suo fratello Rodrigo e alla loro prigionia ad Algeri da Hassan Bey.
Miguel acquisisce una grande reputazione per le sue imprese belliche e, mentre si trova in carcere, conosce Nessa, una fanciulla che gli ispirerà il personaggio di Dulcinea del Toboso. Hassan Bey monetizza il rilascio dei due fratelli chiedendo un riscatto alla loro famiglia, ma anche al re di Spagna. Durante questa trattativa, Hassan Bey riduce i due fratelli in schiavitù, ma Miguel fomentò una ribellione, per la quale viene dapprima sottoposto a tortura e poi condannato a morte. Fortunatamente, il riscatto viene pagato poco prima della sua esecuzione e Hassan Bey libera i fratelli Cervantes che possono finalmente tornare nel loro paese.

## Produzione

### Riprese
Il film venne girato nel 1966, con esterni in Spagna nelle città di Alcalá de Henares, Cartagena, Dénia, Granada, Castiglia-La Mancia, Mar Menor, Mojácar, Segovia e Toledo.

## Distribuzione
Il film in Italia ottenne il visto di censura n. 50.187 del 31 ottobre 1967 per una lunghezza di 3.216 metri. La prima proiezione nelle sale avvenne il 3 novembre 1967.
Negli Stati Uniti venne distribuito con il titolo Cervantes - The Young Rebel from La Mancha, poi rieditato come Young Rebel, in versione ridotta a 111 minuti, non ricevendo particolari attenzioni di pubblico e critica. In altre nazioni venne distribuito in una versione ridotta a 90 minuti.